# Нормальна підгрупа
Нормальна підгрупа (інваріантна підгрупа) — це особлива підгрупа, в яких лівий і правий клас суміжності збігаються. Інваріантні підгрупи дозволяють будувати фактор-групу по заданій групі.

## Визначення
Підгрупа {\displaystyle \ N} групи {\displaystyle \ G} називається нормальною, якщо вона інваріантна відносно спряження, тобто:
{\displaystyle N\triangleleft G\quad \iff \quad \forall n\in N,g\in G:\;\;gng^{-1}\in N.}
Наступні умови нормальності підгрупи є еквівалентними:
1. {\displaystyle \forall g\in G:\;gNg^{-1}\subseteq N}
2. {\displaystyle \forall g\in G:\;gNg^{-1}=N}
3. Множини лівих і правих суміжних класів {\displaystyle N} в {\displaystyle G} збігаються.
4. {\displaystyle \forall g\in G:\;gN=Ng}.

Умова (1) слабша, чим (2), а умова (3) слабша, ніж (4). Тому умови (1) та (3) часто використовують при доведенні нормальності підгрупи.

## Приклади
- {\displaystyle \ \{e\}} та {\displaystyle G} — завжди нормальні підгрупи {\displaystyle G}. Вони називаються тривіальними. Якщо інших нормальних підгруп немає, то група {\displaystyle G} називається простою.[1]

- Центр групи — нормальна підгрупа.[2]

- Комутант групи — нормальна підгрупа.[3]

- Довільна характеристична підгрупа є нормальною, бо її спряження завжди є автоморфізмом.

- Всі підгрупи {\displaystyle N} абелевої групи {\displaystyle G} нормальні, тому що {\displaystyle gN=Ng}.[4] Неабелева група, в якої всі підгрупи нормальні називається гамільтоновою.

## Властивості
- Нормальність зберігається при епіморфізмах (сюр'єктивних гомоморфізмах) і взятті обернених образів.
- Нормальність зберігається при побудові прямого добутку.
- Нормальна підгрупа нормальної підгрупи не обов'язково є нормальною в групі, тобто нормальність не транзитивна.[5] Але характеристична підгрупа нормальної підгрупи є нормальною.

Наприклад, діедральна група {\displaystyle D_{4}=\langle r,f|f^{2}=1,r^{4}=1,fr=r^{-1}f\rangle .}
Підгрупа {\displaystyle H=\langle rf,fr\rangle =\{1,rf,r^{2},fr\}\simeq C_{2}\times C_{2}} ізоморфна групі Клейна і {\displaystyle H\triangleleft G.}
І далі, {\displaystyle K=\langle rf\rangle =\{1,rf\}\triangleleft H,} але {\displaystyle K} не нормальна в {\displaystyle G,} оскільки {\displaystyle f\cdot rf\cdot f^{-1}=f\cdot rf\cdot f=fr\notin K.}
- Кожна підгрупа індексу 2 є нормальною.[6] Якщо {\displaystyle p} — найменший простий дільник порядку {\displaystyle G}, то довільна підгрупа індекса {\displaystyle p} нормальна.
- Якщо {\displaystyle N} — нормальна підгрупа в {\displaystyle G}, то на множині лівих (правих) суміжних класів {\displaystyle G/N} можна ввести групову структуру за правилом

{\displaystyle (g_{1}N)(g_{2}N)=(g_{1}g_{2})N}
Отримана множина називається фактор-групою {\displaystyle G} за {\displaystyle N}.
- {\displaystyle N} нормальна тоді і тільки тоді, коли вона тривіально діє на лівих суміжних класах {\displaystyle G/N}.
- Нормальні підгрупи групи G утворюють ґратку відносно операції включення з найменшим елементом {e} та найбільшим елементом G. Ґратка є повною та модулярною.

## Історичні факти
Еварист Галуа перший зрозумів важливість нормальних підгруп.

### Українською
- Гаврилків В. М. Елементи теорії груп та теорії кілець. — І.-Ф.  : Голіней, 2023. — 153 с.
- Ганюшкін О. Г., Безущак О. О. Теорія груп: Навчальний посібник для студентів механіко–математичного факультету. — Київ : ВПЦ "Київський університет", 2005.(укр.)

### Іншими мовами
- Курош А. Г. Теория групп. — 3-е изд. — Москва : Наука, 1967. — 648 с. — ISBN 5-8114-0616-9.(рос.)
- Винберг Э. Б. Курс алгебри. — 4-е изд. — Москва : МЦНМО, 2011. — 592 с. — ISBN 978-5-94057-685-3.(рос.)

- Джозеф Ротман[en]. An Introduction to the Theory of Groups. — 4th. — Springer (Graduate Texts in Mathematics), 1994. — 532 с. — ISBN 978-0387942858.(англ.)